# Free to air
El tipus d'emissió free-to-air (FTA) és el que utilitzen els canals de televisió o ràdio per tal que qualsevol persona pugui accedir-hi sense necessitat de pagar res.
Es diferencia del free-to-view (FTV), perquè no emet de manera encriptada ni restringida geogràficament.